# Джованні Баттіста Річчолі
Джова́нні Батті́ста Річчо́лі (17 квітня 1598, Феррара — 25 червня 1671, Болонья) — італійський астроном. Головна праця — «Новий Альмагест» (Almagestum Novum), зведення астрономічних знань того часу. Разом з Франческо Марія Грімальді склав карту Місяця і ввів у практику позначення місячних кратерів іменами вчених.

## Життєпис
З 1614 р. вступив у орден єзуїтів. Вважається першим дослідником, що визначив прискорення вільного падіння. Присвятив життя астрономії, 1651 року склав «Новий Альмагест». Противник теорії Коперника, проте Річчолі допускав її існування як наукової вправи. Спільно з Грімальді вивчав Місяць і склав одну з перших місячних карт. Запропоновані Річчолі назви багатьох місячних морів і кратерів використовують досі.